# Sass Károly
Sass Károly (Nyírmeggyes, 1819. április 12. – Albis, 1895. július 1.) református lelkész.

## Élete
Édesapja, Sass Mihály református pap volt. Tanulmányait Sárospatakon, Losoncon és Debrecenben végezte. 1839-ben Kiskerekiben volt tanító, ahol a tornászatot és a katonai gyakorlatokat is tanította. 1848-ban Tiszafüredre ment segédpapnak. Az 1848–49-es forradalom és szabadságharcot mint nemzetőr, majd mint tábori lelkész küzdötte végig. Ott volt Buda bevételénél. A világosi fegyverletétel után az oroszoktól nyert útlevéllel bocsátották szabadon. Sok hányattatás után 1849 novemberében Margitán segédlelkész, 1854-ben Albison (Bihar vármegye) református lelkész lett. 1875-ben föllépett képviselőjelöltnek, de kisebbségben maradt.
Cikkei a Honvédben (1867. 7. sz. Küldetésem Nagy-Sándor tábornok részéről. Kossuthhoz az aradi várba 1849. aug. havában); az Országos Honvéd Naptárban (1868. Görgei bosszúja Nagy Sándor iránt a muszka invasio ideje alatt); a Vasárnapi Ujságban (1884. 6. sz. Bátori-Schulcz életéhez); a Függetlenségben (1886. 355., 1887. 157. sz. Hogyan halt meg Hentzi?); az Egyetértésben (1886. 180. sz. Budavár bevétele 1849-ben).